# Naomi Ellemers

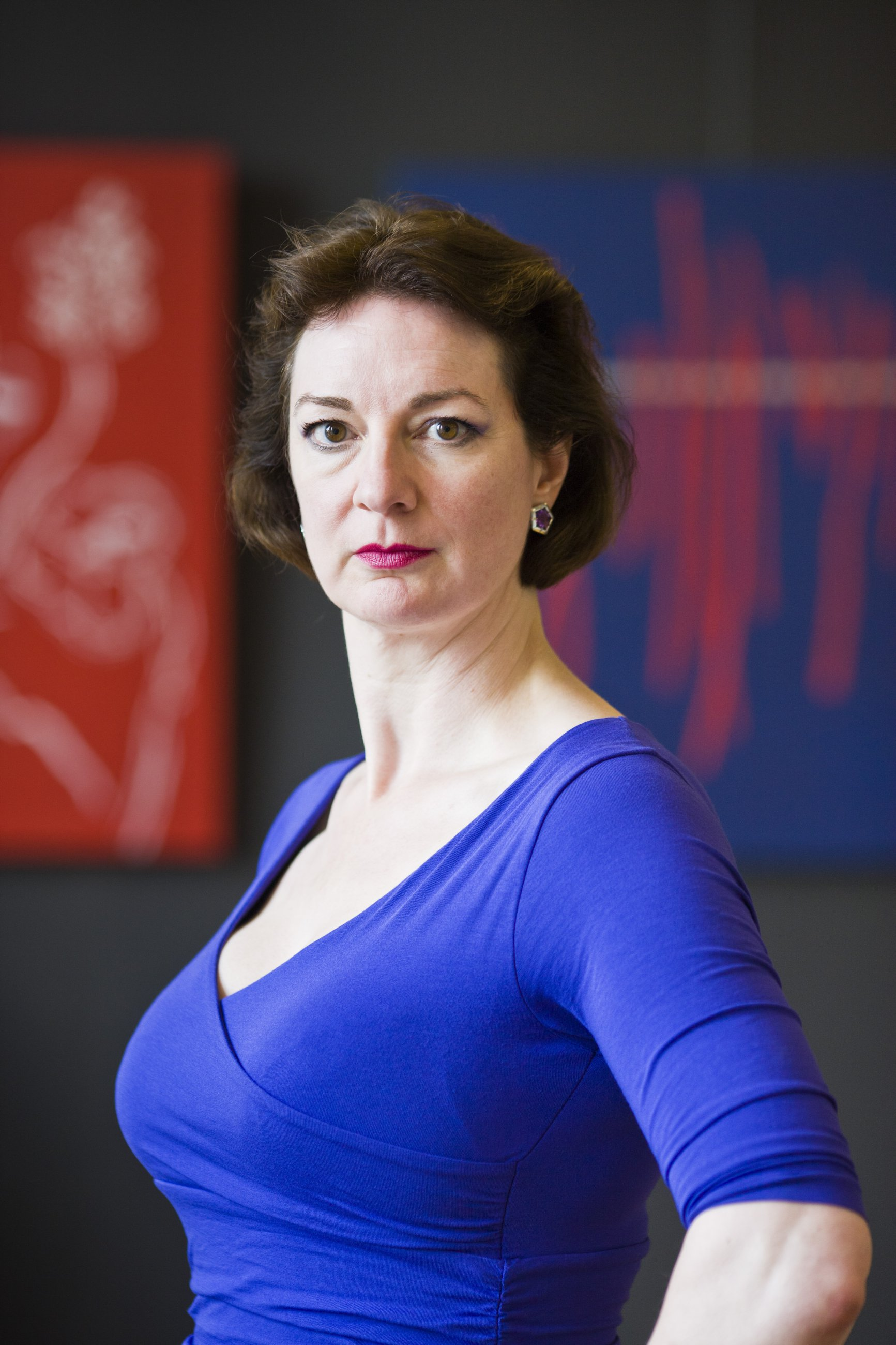
Naomi Ellemers (2010)

Naomi Ellemers (* 31. Januar 1963 in Groningen) ist eine niederländische Sozialpsychologin und Hochschullehrerin an der Universität Utrecht.
Ellemers studierte Psychologie an der University of California, Berkeley, und der Universität Groningen mit dem Abschluss 1987. Sie wurde 1991 in Groningen promoviert mit einer Dissertation über Aufstiegsstrategien. Danach war sie Dozentin an der Freien Universität Amsterdam (an der sie 1991 einen Preis für die beste Lehre in Psychologie erhielt) und 1999 wurde sie Professorin an der Universität Leiden. In Leiden war sie bis 2015 Hochschullehrerin für Sozialpsychologie von Organisationen. Seit 2015 ist sie Professorin an der Universität Utrecht.
Ellemers untersuchte den Status von Individuen in Gruppen und Organisationen, den Mechanismus von Diskriminierung (zum Beispiel nach Geschlecht, sozialer Herkunft oder Ethnik) und sozialen Identifizierungsmechanismen, sowohl empirisch in der Praxis als auch mit Laborexperimenten. Sie fand dabei, dass für die Motivation der Mitarbeiter die Identifizierung mit Werten und Gruppen wichtiger ist als finanzielle oder Karriere-Anreize.
2010 erhielt sie den Spinoza-Preis und 2008 den Kurt Lewin Preis. 2010 erhielt sie den Merian-Preis der Königlich Niederländischen Akademie der Wissenschaften für Wissenschaftlerinnen. 2002 wurde sie Ehren-Fellow der American Psychological Society, 2014 Fellow der British Academy, 2020 Mitglied der Academia Europaea, 2022 Mitglied der American Academy of Arts and Sciences und 2023 Mitglied der American Philosophical Society.

## Schriften
- S. A. Haslam, D. Van Knippenberg, M. J. Platow, N. Ellemers (Hrsg.): Social identity at work: Developing theory for organizational practice. New York: Psychology Press 2003
- Ellemers, R. Spears, B. Doosje (Hrsg.): Social Identity. Oxford: Basil Blackwell 1999
- R. Spears, P. J. Oakes, N. Ellemers, S. A. Haslam (Hrsg.): The social psychology of stereotyping and group life. Oxford: Basil Blackwell 1997
- N. Ellemers, D. De Gilder: Je werkt anders dan je denkt, Business Contact 2012
- Belle Derks, Daan Scheepers, Naomi Ellemers (Hrsg.): Neuroscience of Prejudice and Intergroup Relations. London, UK: Psychology Press 2013.
- The Group Self, Science, Band 336, 2012, S. 848–852.
- mit F. A. Rink,B. Derks, M. K. Ryan: Women in high places: When and why promoting women into top positions can harm them individually or as a group (and how to prevent this), Research in Organizational Behavior, Band 32, 2012, S. 163–187.
- mit M. Barreto: Modern discrimination: how perpetrators and targets interactively perpetuate social disadvantage, Current Opinion in Behavioral Sciences, Band 3, 2015, S. 142–146.
- Group boundaries, in: J.M. Levine, M.A. Hogg (Hrsg.): Encyclopedia of Group Processes and Intergroup Relations, London: Sage 2010, S. 313–35
- Social Identity Theory, in: J.M. Levine, M.A. Hogg (Hrsg.) Encyclopedia of Group Processes and Intergroup Relations. London: Sage 2010, S. 797–801.